# Vila Verde e Santão
Vila Verde e Santão (llamada oficialmente União das Freguesias de Vila Verde e Santão) es una freguesia portuguesa del municipio de Felgueiras, distrito de Oporto.

## Historia
Fue creada el 28 de enero de 2013 en aplicación de una resolución de la Asamblea de la República de Portugal promulgada el 16 de enero de 2013 con la unión de las freguesias de Santão y Vila Verde, pasando su sede a estar situada en la antigua freguesia de Vila Verde.

## Demografía
| Gráfica de evolución demográfica de Vila Verde e Santão entre 2011 y 2021 |
|                                                                           |
| Datos según el nomenclátor publicado por el INE portugués.                |